# 1993 na rádio
Nesta página encontrará referências aos acontecimentos directamente relacionados com a rádio ocorridos durante o ano de 1993.

## Nascimentos
| Data | Nome | Profissão | Nacionalidade | Observações | Ref |
| ---- | ---- | --------- | ------------- | ----------- | --- |

## Mortes
| Data           | Nome              | Profissão                                                                      | Nacionalidade  | Observações | Ref   |
| -------------- | ----------------- | ------------------------------------------------------------------------------ | -------------- | ----------- | ----- |
| 28 de novembro | Garry Moore       | artista americano, personalidade cômica, apresentador de game show e humorista | Estados Unidos | n. 1915     | [ 1 ] |
| 28 de dezembro | William L. Shirer | jornalista                                                                     | Estados Unidos | n. 1904     | [ 2 ] |